# Былино (Вологодская область)
Былино — деревня в Шекснинском районе Вологодской области.
Входит в состав сельского поселения Угольского, с точки зрения административно-территориального деления — в Угольский сельсовет.
Расстояние по автодороге до районного центра Шексны — 34 км, до центра муниципального образования Покровского — 8 км. Ближайшие населённые пункты — Подолец, Рылово, Верхний Дор, Нижний Дор.
По переписи 2002 года население — 3 человека.